# José Manuel Moreno (ciclista)
José Manuel Moreno Periñán (nascido em 7 de maio de 1969) é um ex-ciclista espanhol e campeão olímpico. Tornou-se um ciclista profissional no ano de 1995.
Moreno conquistou a medalha de ouro nos Jogos Olímpicos de Barcelona 1992, nos 1 000 m contrarrelógio.